# Коззє Загор'я
Коззє Загор'я (рос. Козье Загорье) — присілок в Печорському районі Псковської області Російської Федерації.
Населення становить 19 осіб. Входить до складу муніципального утворення Муніципальне утворення Печори.

## Історія
Від 2015 року входить до складу муніципального утворення Муніципальне утворення Печори.

## Населення
| 2001 | 2002 | 2010 |
| ---- | ---- | ---- |
| 30   | ↘22  | ↘19  |